# Kungagraven i Kivik
Kungagraven, även benämnd Kiviksgraven eller Bredarör, är ett gravröse beläget i Kivik i Södra Mellby socken och Simrishamns kommun. Det är en gravplats från bronsåldern, som under historisk tid både förstörts delvis, plundrats och restaurerats till ett icke ursprungligt skick. I restaurerat skick mäter graven cirka 75 meter i diameter och är 3,5 meter hög. Den kan antas vara en av Skandinaviens största gravar från den äldre bronsåldern (cirka 1700–1100 f.Kr.). Graven innehåller en kista som är 3,25 meter lång och ca en dryg meter bred.

## Historia
Bredarör, som graven kallas i folkmun, är känd för sina hällbilder som återfinns på 8 av 10 stenar i gravens hällkista. Det är inte känt vem, eller vilka, som en gång begravts här.
Graven fungerade länge som stenbrott för lokalbefolkningen. Omkring 1750 hade man genom stentäkten tagit sig så långt ned i röset att gravkistan i dess centrum påträffades. 1756 analyserades den av amatörarkeologen Nils Wessman.
På stenhällarna finns det inristade figurer som föreställer bland annat människor, skepp och djur. Figurernas inramning är speciell och särskiljer graven från andra gravbilder från denna tid, till exempel Sagaholmshögen utanför Jönköping. Hästavbildningarna på stenhällar från denna tid i såväl Kivik som Sagaholm och Klinta uppvisar stor överensstämmelse med de fynd av bronshästar från samma tid som man hittat i Tågaborg och Trundholm, vilket eventuellt pekar på en enhetlig stiltradition i den äldre sydskandinaviska bronsåldern. Viss forskning om bronsålderns hällristningar kopplar symbolerna till handelsresande från den tidens högkulturer i Medelhavet. Den begravde torde enligt denna teori ha haft en funktion i denna långväga kontakt. En av de forskare som kopplar Kiviksgraven till långväga kontaktnätverk är Kristian Kristiansen. Denne menar att graven är en “inkörsport” för de kulturella impulserna till Norden och dagens Sverige. Ett exempel på inristade symboler i kantstenarna med långväga ursprung är stenen med dubbelyxor och lansar som anses vara påverkad av Hettitiska kungliga symboler. Mykenska drag spåras på andra stenar, genom stridsvagns-kapplöpningar, kamp med tjurar, lurblåsare och olika former av processioner.
De skeppsavbildningar som återfinns på gravhällarna används av arkeologer för att datera andra skeppsbilder, till exempel ute i landskapet. En relativt ny undersökning av skelettdelar funna i och utanför kistan visar emellertid att minst fyra personer, de flesta personer i tonåren, begravts i graven under olika perioder under äldre bronsålder, varför graven inte behöver vara uppförd över en person, och inte heller som ett enhetligt gravmonument.

## Bilder

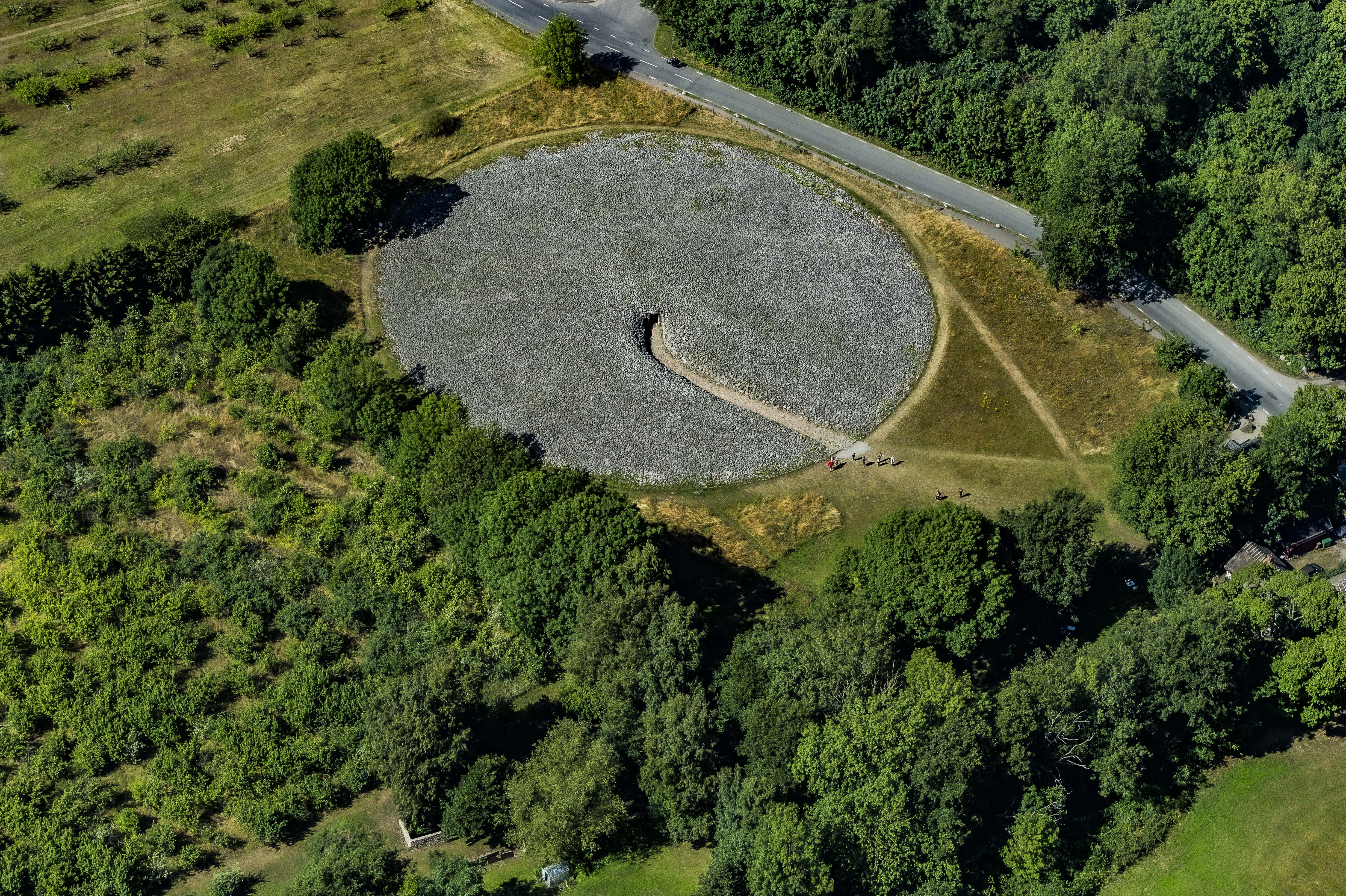
Flygfoto.
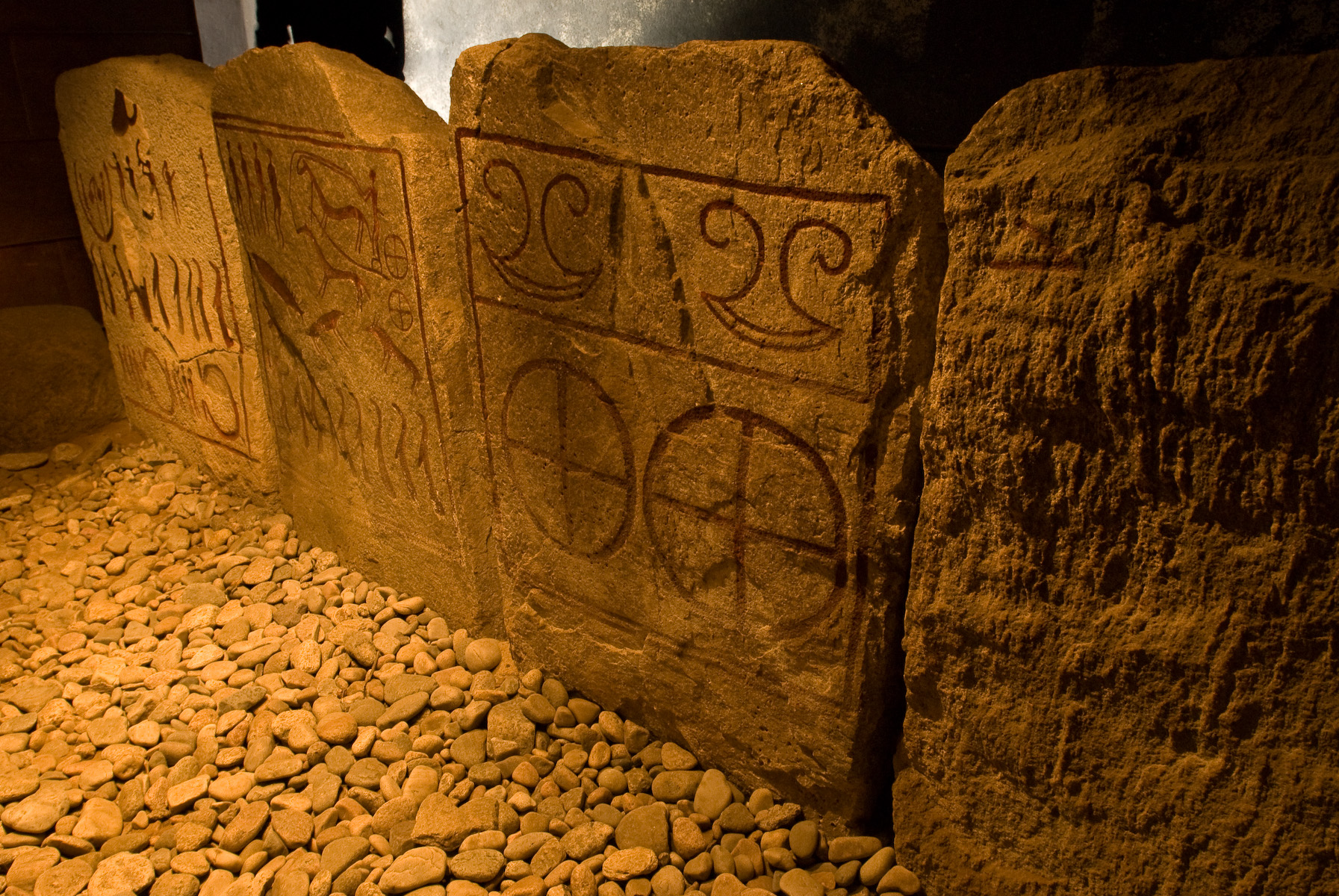
Några av hällarna.
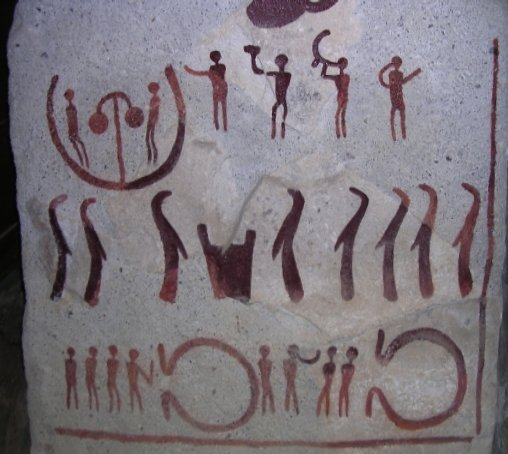
Detalj.
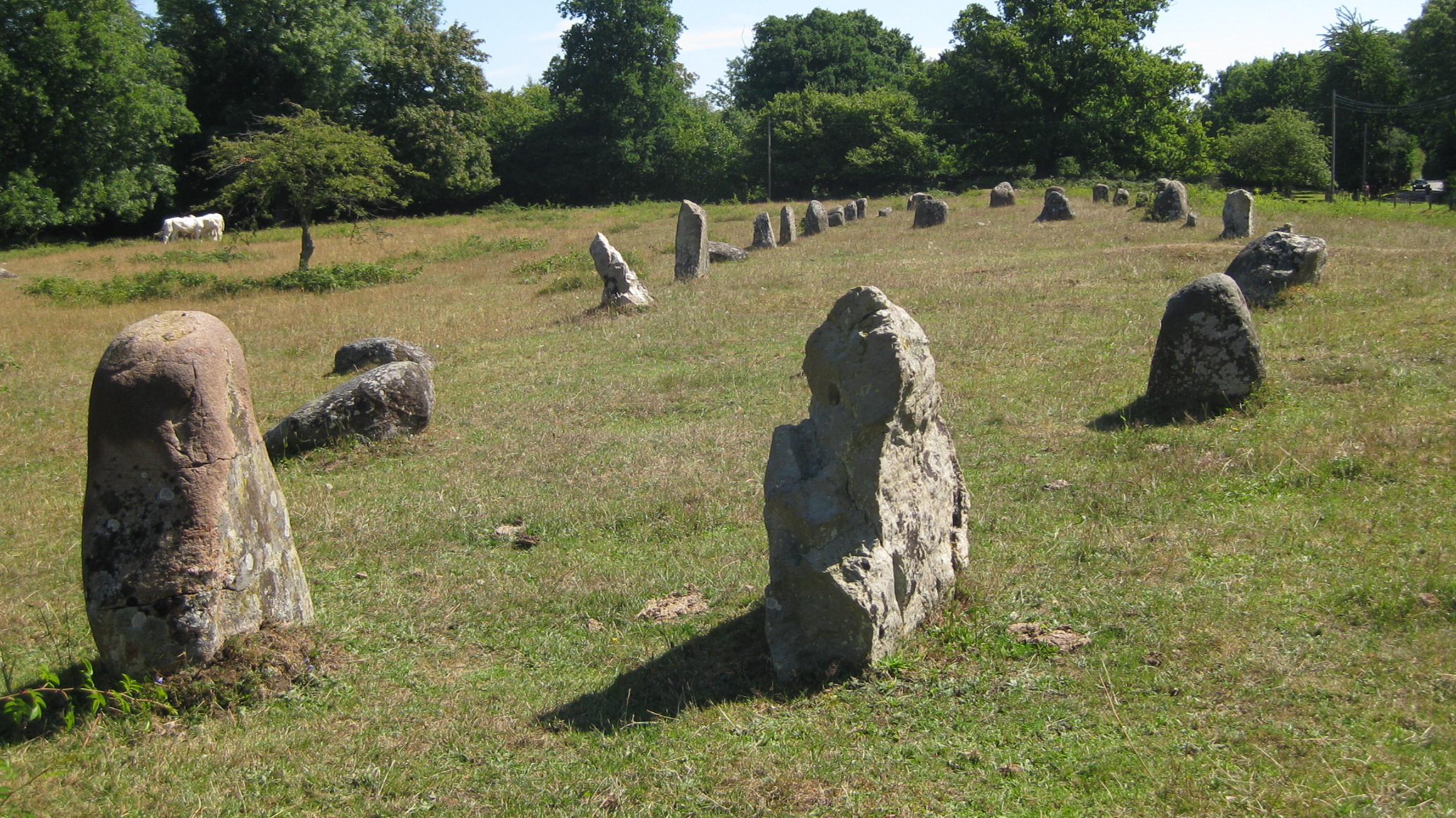
Ängakåsen.
Nils Wessman som analyserade graven 1756, i bakgrunden kan en av hällarna ses från graven. Målning från 1762 av Johan Joachim Streng.
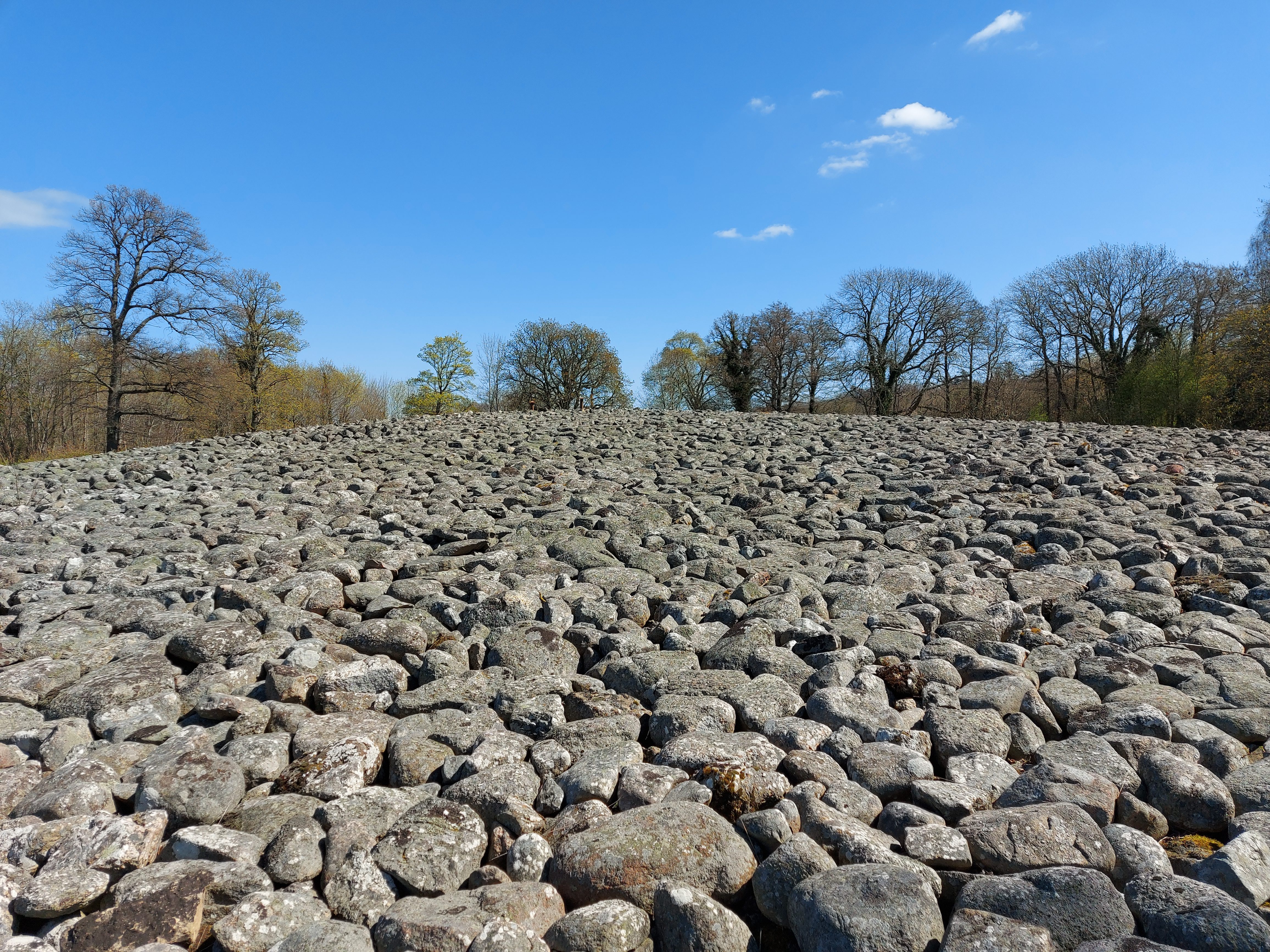
Närbild av graven.

## Ängakåsens gravfält
Omkring 500 meter sydost om Kungagraven ligger ett stort gravfält från bronsåldern som består av mer än 130 fornlämningar. Dessa utgöres av en gravhög, omkring 130 runda stensättningar, en skeppssättning, en älvkvarnsförekomst och två rektangulära stensättningar. Genom gravfältet går en stensatt hålväg ner mot vattnet. Sannolikt har det vid Ängakåsen funnits en förhistorisk hamn, vilket bland annat namnet tyder på då efterleden -kåse betyder hamn. Den stora skeppssättningen är 60 meter lång, 8,5 meter bred och består av 30 resta stenar (några omkullfallna) och klumpstenar.
På gravfältet finns även Penninggraven som är en stor rest sten placerad i en rund stensättning (diameter 23 meter) och omgiven av en kantkedja. Den resta stenen, benämnd Penningstenen, är drygt två meter hög och fram till 1920-talet fanns ett 25-tal skålgropar på stenen. Flera av skålgroparna försvann i samband med att stenen höggs i tre delar för att användas i en brokonstruktion. Tack vare lokalbefolkningen togs delarna till vara och stenen restes senare på sin ursprungliga plats.